# Inevitable (canción de Shakira)
«Inevitable» es una canción escrita e interpretada por la cantautora colombiana Shakira, incluida originalmente en su segundo álbum de estudio oficial ¿Dónde están los ladrones? (1998). Esta balada rock es uno de los más grandes éxitos de Shakira en español, alcanzando el número tres en la lista de Billboard Hot Latin Tracks.
En 2020, la revista Billboard elaboró una lista con las 25 obras maestras del rock en español, situando la canción en la posición #16, siendo la artista femenina mejor posicionada en la lista.

## Canción
En esta ocasión, Shakira aborda el tema del desamor: ella reconoce sus defectos y declara que no puede olvidar a su expareja, pero está resignada a que ya nunca volverán a estar juntos.
En el concierto dado en Barcelona el 29 de mayo de 2011 como parte del Sale el Sol World Tour, Shakira cambió la letra original de la canción por una alusiva al momento sentimental con su pareja Gerard Piqué.

| Letra original: "Si es cuestión de confesar, no sé preparar café y no entiendo de fútbol. Creo que alguna vez fui infiel, juego mal hasta el parqués y jamás uso reloj". | Letra cambiada: "Si es cuestión de confesar, gracias al número 3 ahora entiendo de fútbol. No pregunten como fue, pero desde que lo vi cada día sale el sol". |

## Vídeo musical
El vídeo fue dirigido por el argentino Gustavo Garzón, quien ya había trabajado con Shakira en «Ciega, sordomuda» y «No creo». Es una presentación en vivo y muestra a Shakira cantando en un escenario circular con el lugar lleno de gente. El 19 de septiembre de 2011, fue subido a su cuenta oficial de Vevo y cuenta hoy con más de 120 millones de reproducciones.

"Esta canción, la escribí en una playa de este país (Colombia) Neguanje lo recuerdo bien, eran las 11 o 12 de la noche, había unas olas fosforescentes y un cielo forrado de estrellas; era inevitable que esa noche naciera esta canción"
Shakira, concierto en el Estadio Metropolitano de Barranquilla, 15 de noviembre de 2006

La canción incluye un extracto de «High and Dry» de Radiohead.

## Versiones
Existe una versión en inglés de esta canción, llamada también "Inevitable" que Shakira cantó únicamente en diversos programas de televisión estadounidenses sin llegar a editarla en algún álbum o sencillo. Se puede encontrar en el promocional de PEPSI Pepsi Single "Pide más" (español) y "Ask for more" (inglés) lanzado por Shakira en 2003.
La cantante Paty Cantú hizo una versión de la canción en algunos de sus conciertos.
En 2016 se incluyó en el musical mexicano Verdad o reto basado en canciones populares de los años 1990, convirtiéndose en una de las más populares de este.

## Interpretaciones
Inevitable es la canción más cantada de su carrera artística.
- «Inevitable» (03/09/18) - Shakira in Concert: El Dorado World Tour (Los Ángeles).
- «Inevitable» (14/06/11) - Live From Paris.
- «Inevitable» (01/10/11 – Río de Janeiro, Brasil, Rock in Rio)
- «Inevitable» (01/01/09 – Abu Dhabi, E.A.U.)
- «Inevitable» (04/07/08 - Rock in Rio, Madrid, España)
- «Inevitable» (17/05/08 - ALAS benefit concert, Buenos Aires, Argentina)
- «Inevitable» (14/05/08 - Univision Show, Nueva York, E.U.A.)
- «Inevitable» (26/04/08 - Plymouth Jazz Festival, Plymouth, Tobago)
- «Inevitable» (29/09/07 - Giving - Live at the Apollo, Nueva York, E.U.A.)
- «Inevitable» (07/07/07 - Private Concert, Mónaco)
- «Inevitable» (07/07/07 - Live Earth, Hamburgo, Alemania)
- «Inevitable» (24/05/07 – Tour Fijación Oral, Zócalo, Ciudad de México, México)
- «Inevitable» (23/03/07 – Tour Fijación Oral, Dubái, E.A.U.)
- «Inevitable» (17/02/07 – Tour Fijación Oral, París, Francia)
- «Inevitable» (06/12/06 – Tour Fijación Oral, Miami, EE. UU.,”Oral Fixation Tour”)
- «Inevitable» (28/11/06 – Tour Fijación Oral, Lima, Perú)
- «Inevitable» (17/11/06 – Tour Fijación Oral, Bogotá, Colombia)
- «Inevitable» (15/11/06 – Tour Fijación Oral, Barranquilla, Colombia)
- «Inevitable» (05/07/06 – Tour Fijación Oral, Santa Cruz De Tenerife, España)
- «Inevitable» (28/06/06 – Tour Fijación Oral, Barcelona, España)
- «Inevitable» (16/06/06 – Tour Fijación Oral, Coruña, España)
- «Inevitable» (14/06/06 – Tour Fijación Oral, Zaragoza, España)
- «Inevitable» (26/05/06 - Rock in Rio, Lisboa, Portugal)
- «Inevitable» (11/05/03 – Tour de la mangosta, Caracas, Venezuela)
- «Inevitable» (03/05/03 - Tour de la mangosta, Buenos Aires, Argentina)
- «Inevitable» (22/04/03 - Tour de la mangosta "Live & Off The Record", Róterdam, Netherlands)
- «Inevitable» (17/04/03 – Tour de la mangosta, Milán, Italia)
- «Inevitable» (13/04/03 – Tour de la mangosta, Berlín, Alemania)
- «Inevitable» (28/03/03 – Tour de la mangosta, París, Francia)
- «Inevitable» (09/03/03 - Escalera a la fama, Argentina)
- «Inevitable» (11/02/03 – Tour de la mangosta, Monterrey, México)
- «Inevitable» (08/11/02 – Tour de la mangosta, San Diego, EE. UU.)
- «Inevitable» (24/10/02 - 2005 MTV Video Music Awards Latinoamérica, EE. UU.)
- «Inevitable» [A cappella] (02/05/02 - What U Want, Australia)
- «Inevitable» (23/04/02 - Laundry Service Release Party, Akasaka Blitz, Tokio, Japón)
- «Inevitable» (16/01/02 - Fiesta de lanzamiento de Laundry Service, La Riviera, Madrid, España)
- «Inevitable» (17/11/01 - Tower Records bootleg, Los Ángeles, EE. UU.)
- «Inevitable» (13/11/01 - Laundry Service Release Party, Roseland, Nueva York, E.U.A.)
- «Inevitable» (??/03/00 - Tour Anfibio, Buenos Aires, Argentina)
- «Inevitable» (22/01/00 - Festival La movida del verano, Mar del Plata, Argentina)
- «Inevitable» (25/08/99 - Al Fin De Semana, México)
- «Inevitable» (23/08/99 - Live Unplugged Concert, Brasil)
- «Inevitable» (12/08/99 - MTV Unplugged, Gran Salón de Baile de Manhattan Center Studios, Nueva York, E.U.A.)
- «Inevitable» (05/05/99 - Whittier Narrows Regional Park, Los Ángeles, EE. UU.)
- «Inevitable» [English] (11/04/99 - con Melissa Etheridge en los Premios Alma de 1999, EE. UU.)
- «Inevitable» (??/??/99 - Susana Giménez, Argentina)
- «Inevitable» [English] (28/01/99 - Rosie O'Donnell, EE. UU.)
- «Inevitable» (??/??/99 - Rocks con Rastas) *
- «Inevitable» (??/??/99 - La Movida Del Verano Festival, Argentina)
- «Inevitable» (??/??/99 - La Movida Del Verano Festival Mini Concert, Argentina)
- «Inevitable» (06/03/99 - Al Fin De Semana, México)
- «Inevitable» (19/02/99 - Super Sábado Sensacional, Venezuela)
- «Inevitable» (??/??/98 o 99 – Comercial Pepsi)
- «Inevitable» (??/??/98 o 99 - Música Sí, España)
- «Inevitable» (??/??/98 o 99 - Risas y Estrellas, Spain?)
- «Inevitable» (??/??/98 - Super Sábado Sensacional, Venezuela)
- «Inevitable» (21/11/98 - Hoy, Ciudad de México, México)
- «Inevitable» (??/11/98 - Pulsar FM 90.5 Radiostation Party, Ciudad de México, México)
- «Inevitable» (??/??/98 - Al Fin De Semana, México)
- «Inevitable» (??/??/98 - Music Video)
- «Inevitable»: M y S. nosotros, lo nuestro (L)

## Posicionamiento en las listas
| Suiza          | Argentina Top 100         | 2  |
| Italia         | Charts Bolivia            | 3  |
| Brasil         | Chile Singles Charts      | 2  |
| Finlandia      | Colombia Singles Charts   | 1  |
| Dinamarca      | Top 15                    | 3  |
| Austria        | Ecuador Top 50            | 2  |
| España         | Airplay España            | 3  |
| España         | Los 40 Principales        | 13 |
| Estados Unidos | BillboardLatin Songs      | 3  |
| Estados Unidos | Billboard Latin Pop Songs | 2  |
| Rusia          | Las Veinte Latinas        | 1  |
| Portugal       | Centro Singles            | 2  |
| Francia        | Monitor Latino            | 1  |
| Suecia         | Top Ten Latino            | 3  |
| Croacia        | Paraguay Singles Charts   | 2  |
| Líbano         | Perú Top Singles          | 1  |
| Ucrania        | Panamá Top 50             | 1  |
| Alemania       | Top Latin                 | 1  |
| Grecia         | Caribe Charts             | 3  |
| Polonia        | Uruguay Singles Charts    | 1  |
| Israel         | Venezuela Top 100         | 1  |